# Hazelton (Dakota du Nord)
Pour les articles homonymes, voir Hazelton.
La ville de Hazelton est située dans le comté d'Emmons, dans l’État du Dakota du Nord, aux États-Unis. Sa population s’élevait à 235 habitants lors du recensement de 2010, estimée à 218 habitants en 2018.

## Géographie
D'après le Bureau du recensement des États-Unis, Hazelton couvre une superficie de 0,36 mille carré (0,93 km2).

## Histoire
Hazelton a été fondée en 1902.

## Démographie
| 1920 | 1930 | 1940 | 1950 | 1960 | 1970 |
| ---- | ---- | ---- | ---- | ---- | ---- |
| 382  | 446  | 500  | 453  | 451  | 374  |

| 1980 | 1990 | 2000 | 2010 | - | - |
| ---- | ---- | ---- | ---- | - | - |
| 266  | 240  | 237  | 235  | - | - |